# Humanoid (альбом)
Humanoid — четвертий студійний альбом німецького гурту Tokio Hotel, який вийшов у світ 2 жовтня 2009 року. Альбом має 2 версії — англомовну та німецькомовну. 2 жовтня 2009 року було випущено німецьку версію, 6 жовтня 2009 року — англійську.↵В німецькій та англійській мовах вимова слова Humanoid різна, проте написання однакове. Дебютний альбом Tokio Hotel у Німеччині отримав назву Schrei; в Америці його випустили під назвою  Scream. Білл Кауліц: „Я хотів, щоб наш новий альбом мав однакову назву по всьому світу.“
18 вересня вийшов у світ перший сингл з їнього нового альбому — «Automatisch» / «Automatic»   

## Список композицій

### НІмецька версія
| 1. «Komm» — 3:53 (Д. Рот, Бензнер, Йост, П. Хофманн, Т. Кауліц, Б. Кауліц) 2. «Sonnensystem» — 3:52 (Д. Рот, Бензнер, Йост, П. Хофманн, Т. Кауліц, Б. Кауліц) 3. «Automatisch» — 3:16 (Д. Рот, Бензнер, Йост, П. Хофманн, Т. Кауліц, Б. Кауліц) 4. «Lass Uns Laufen» — 4:15 (Д. Рот, Бензнер, Йост, П. Хофманн, Т. Кауліц, Б. Кауліц, Guy Chambers) 5. «Humanoid» — 3:45 (Д. Рот, Бензнер, Йост, П. Хофманн, Т. Кауліц, Б. Кауліц) 6. «Für Immer Jetzt» — 3:37 (Д. Рот, Бензнер, Йост, П. Хофманн, Т. Кауліц, Б. Кауліц) 7. «Kampf der Liebe» — 3:51 (Guy Chambers, Д. Рот, Бензнер, Йост, П. Хофманн, Т. Кауліц, Б. Кауліц) 8. «Hunde» — 3:41 (Д. Рот, Бензнер, Йост, П. Хофманн, Т. Кауліц, Б. Кауліц, Крістіан Д. Норд, Мартін Кіршенбаум) 9. «Menschen Suchen Menschen» — 3:46 (Д. Рот, Бензнер, Йост, П. Хофманн, Т. Кауліц, Б. Кауліц, The Matrix) 10. «Alien» — 2:55 (Д. Рот, Бензнер, Йост, П. Хофманн, Т. Кауліц, Б. Кауліц) 11. «Geisterfahrer» — 4:29 (Д. Рот, Бензнер, Йост, П. Хофманн, Т. Кауліц, Б. Кауліц, Крістіан Д. Норд) 12. «Zoom» — 3:52 (Д. Рот, Бензнер, Йост, П. Хофманн, Т. Кауліц, Б. Кауліц, Дезмонд Чайлд) Тільки версія делюкс Також на версії суперделюкс 1. «Träumer» — 3:02 (The Matrix, Д. Рот, Бензнер, Йост, П. Хофманн, Т. Кауліц, Б. Кауліц) 2. «Hey Du» — 3:02 (Д. Рот, Бензнер, Йост, П. Хофманн, Т. Кауліц, Б. Кауліц, The Matrix) 3. «That Day» — 3:27 (The Matrix, Д. Рот, Бензнер, Йост, П. Хофманн, Т. Кауліц, Б. Кауліц) 4. «Screamin'» — 3:56 (The Matrix, Д. Рот, Бензнер, Йост, П. Хофманн, Т. Кауліц, Б. Кауліц, Йонатан Девіс) | бонусний контент iTunes 1. «Down On You» (Deluxe bonus track) 2. «Attention» (bonus pre-order track) - Track-by-Track interview with Bill and Tom Kaulitz (Deluxe bonus content) Bonus DVD Йде вкупі з делюкс та суперделюкс-версіями - 3D Galerie: 24h am Set - Galerie: Hinter den Kulissen - Karaoke Area («Automatisch», «Für immer jetzt», «Komm») Версія суперделюкс Окрім того, в комплеті йде прапор із зображенням знаку гурту. |

### Англійська версія
| 1. «Noise» — 3:53 (Д. Рот, Бензнер, Йост, П. Хофманн, Т. Кауліц, Б. Кауліц) 2. «Darkside of the Sun» — 3:52 (Д. Рот, Бензнер, Йост, П. Хофманн, Т. Кауліц, Б. Кауліц) 3. «Automatic» — 3:16 (Д. Рот, Бензнер, Йост, П. Хофманн, Т. Кауліц, Б. Кауліц) 4. «World Behind My Wall» — 4:15 (Д. Рот, Бензнер, Йост, П. Хофманн, Т. Кауліц, Б. Кауліц, Guy Chambers) 5. «Humanoid» — 3:45 (Д. Рот, Бензнер, Йост, П. Хофманн, Т. Кауліц, Б. Кауліц) 6. «Forever Now» — 3:37 (Д. Рот, Бензнер, Йост, П. Хофманн, Т. Кауліц, Б. Кауліц) 7. «Pain of Love» — 3:51 (Guy Chambers, Д. Рот, Бензнер, Йост, П. Хофманн, Т. Кауліц, Б. Кауліц) 8. «Dogs Unleashed» — 3:41 (Мартін Кіршенбаум, Д. Рот, Бензнер, Йост, П. Хофманн, Т. Кауліц, Б. Кауліц, Крістіан Д. Норд) 9. «Human Connect to Human» — 3:45 (Д. Рот, Бензнер, Йост, П. Хофманн, Т. Кауліц, Б. Кауліц, The Matrix) 10. «Love And Death» — 3:02 (The Matrix, Д. Рот, Бензнер, Йост, П. Хофманн, Т. Кауліц, Б. Кауліц) 11. «Hey You» — 3:04 (Д. Рот, Бензнер, Йост, П. Хофманн, Т. Кауліц, Б. Кауліц, The Matrix) 12. «Zoom into Me» — 3:52 (Дезмонд Чайлд, Д. Рот, Бензнер, Йост, П. Хофманн, Т. Кауліц, Б. Кауліц) Тільки делюкс-версія Також стосується версії суперделюкс 1. «Alien» — 2:55 (Д. Рот, Бензнер, Йост, П. Хофманн, Т. Кауліц, Б. Кауліц) 2. «Phantomrider» — 4:03 (Д. Рот, Бензнер, Йост, П. Хофманн, Т. Кауліц, Б. Кауліц, Крістіан Д. Норд) 3. «That Day» — 3:27 (The Matrix, Д. Рот, Бензнер, Йост, П. Хофманн, Т. Кауліц, Б. Кауліц) 4. «Screamin'» — 3:56 (The Matrix, Д. Рот, Бензнер, Йост, П. Хофманн, Т. Кауліц, Б. Кауліц, Йонатас Девіс) | бонусний контент iTunes 1. «Attention» (Bonus pre-order track) 2. «Down On You» (Deluxe bonus track) - Track-by-Track interview with Bill and Tom Kaulitz (Deluxe bonus content) Бонусний контент There is set to be a key with the English Deluxe and Super Deluxe editions of Humanoid that can be used on Tokio Hotel's website with content including: - 3D Gallery: 24 hours on Set - Gallery: Behind the Scenes - Karaoke Area («Automatic», «Forever Now», «Noise») Суперделюкс-видання До того ж, суперделюкс-версія містить прапор з логотипом гурту. Але це видання не випустять в США. Best Buy Edition A Deluxe Edition exclusively sold at Best Buy stores in the US will feature both the US Deluxe Edition on one disc and the standard German edition on a second disc. Hot Topic Edition A special edition sold only at Hot Topic stores will include the bonus track «In Your Shadow.» |

## Чарти
| Чарт (2009)                            | Максимальна сходинка | Сертифікація |
| -------------------------------------- | -------------------- | ------------ |
| Аргентинський альбомний чарт           | 19                   |              |
| Австрійський альбомний чарт            | 8                    |              |
| Бельгійський альбомний чарт (Фландрія) | 6                    | Gold         |
| Бельгійський альбомний чарт (Валлонія) | 8                    | Gold         |
| Канадський альбомний чарт              | 20                   |              |
| Хорватський альбомний чарт             | 1                    |              |
| Чеський альбомний чарт                 | 8                    |              |
| Данський альбомний чарт                | 26                   |              |
| European Top 100                       | 2                    |              |
| Фінський альбомний чарт                | 9                    |              |
| Французький альбомний чарт             | 3                    | Gold         |
| Німецький альбомний чарт               | 1                    |              |
| Грецький альбомний чарт                |                      | Gold         |
| Угорський альбомний чарт               | 33                   |              |
| Італійський альбомний чарт             | 1                    | Gold         |
| Мексиканський альбомний чарт           | 7                    |              |
| нідерландський альбомний чарт          | 6                    |              |
| Новозеландійський альбомний чарт       | 38                   |              |
| Норвезький альбомний чарт              | 16                   |              |
| Португальський альбомний чарт          | 2                    | Gold         |
| Російський альбомний чарт              | 9                    |              |
| Словенський альбомний чарт             | 9                    |              |
| Іспанський альбомний чарт              | 2                    | Gold         |
| Шведський альбомний чарт               | 8                    |              |
| Швейцарський альбомний чарт            | 10                   |              |
| U.S. Billboard 200                     | 35                   |              |